# Consiglio Nazionale delle Ricerche
Il Consiglio Nazionale delle Ricerche (in sigla CNR) è il principale ente pubblico di ricerca italiano con all'attivo 8 000 dipendenti a tempo indeterminato e 4 000 precari tra ricercatori, tecnologi, tecnici e personale amministrativo.
Sottoposto alla vigilanza del Ministero dell'università e della ricerca, ha il compito di svolgere, promuovere, diffondere, trasferire e valorizzare attività di ricerca scientifica e tecnologica nei principali settori di sviluppo delle conoscenze e delle loro applicazioni, favorendo il progresso scientifico, tecnologico, economico e sociale.
Secondo la rivista scientifica Nature, nel 2018 il CNR si è classificato al decimo posto tra gli enti pubblici di ricerca più innovativi al mondo per numero di articoli scientifici pubblicati su un'ottantina di riviste monitorate dalla stessa rivista.

## Storia
Costituito il 18 novembre del 1923 e trasformato nel 1945 in organo dello Stato ha svolto prevalentemente attività di formazione, di promozione e di coordinamento della ricerca in tutti i settori scientifici e tecnologici.
Subito dopo lo scoppio della guerra in molti paesi europei gli scienziati cercarono di dar vita ad organismi in grado di aggregare tutte le attività relative alle invenzioni e alla ricerca. Nel 1916 venne costituito il Comitato nazionale scientifico tecnico per lo sviluppo e l'incremento dell'industria italiana (CNST) con il compito di "stringere maggiormente i legami fra la Scienza e le sue applicazioni"; mentre nel 1917 venne autorizzata, con decreto del 25 novembre, una spesa straordinaria di 3 milioni di lire per "gli impianti e gli arredamenti degli Istituti Superiori di fisica, chimica e le loro applicazioni tecniche"; sempre nel 1917 venne costituito l'Ufficio invenzioni e ricerche.
Attraverso queste iniziative cominciava a farsi avanti una maggiore sensibilità verso il tema della scienza, confermata dalla costituzione nel novembre del 1918 di un Consiglio internazionale delle ricerche (CIR), al quale l'Italia prese parte con Vito Volterra assieme a rappresentanti di Francia, Inghilterra, Stati Uniti e Belgio. Ma soprattutto da un decreto presidenziale del 17 febbraio 1919, che istituiva una commissione "con l'incarico di preparare un progetto di costituzione del Consiglio Nazionale delle Ricerche", il quale in un articolo precisava che "il Consiglio Nazionale delle Ricerche deve avere per fine di organizzare e promuovere ricerche a scopo scientifico industriale e per la difesa nazionale". Con questo atto veniva sancito il punto d'inizio ufficiale del processo di costituzione del CNR, che si sarebbe concluso con l'emanazione del decreto del 18 novembre 1923.
Il 23 dicembre 1987 il CNR registra il primo dominio internet italiano: cnr.it
Nel 1999, a seguito del decreto legislativo 30/01/1999 n. 19 ("Riordino del Consiglio nazionale delle ricerche") il CNR è divenuto "ente nazionale di ricerca con competenza scientifica generale e istituti scientifici distribuiti sul territorio, che svolge attività di prioritario interesse per l'avanzamento della scienza e per il progresso del paese".
Negli ultimi anni il CNR è stato oggetto di critiche per la preponderanza dell'apparato amministrativo di gestione rispetto all'attività di ricerca: infatti, secondo una relazione della Corte dei Conti, nel 2010 il 70% delle risorse di bilancio sono state destinate ad affitti, manutenzione della sede romana e retribuzioni del personale. Una valutazione periodica dei risultati conseguiti, decisa nel 2011, è entrata però in vigore solo dal 2017.
Nel 2021, con l'insediatura di Maria Chiara Carrozza, per la prima volta una donna ottiene l'incarico di presidente del CNR, ruolo fino ad allora esercitato solamente da uomini.

## Descrizione

### Finalità
Svolgere attività di ricerca nei propri laboratori, sia promuovendo l'innovazione e la competitività del sistema industriale, sia fornendo tecnologie e soluzioni capaci di dare risposte ai bisogni emergenti, individuali e collettivi. Promuovere l'internazionalizzazione del sistema della ricerca; fornire attività di consulenza al Governo e ad altre istituzioni su temi strategici per il Paese e la collettività; contribuire alla qualificazione delle risorse umane. La cooperazione con le Università e il mondo industriale è la scelta sistematica che ha lo scopo di "creare valore per il paese attraverso le competenze della ricerca scientifica" dell'Ente.

## Le strutture
La rete scientifica del Consiglio Nazionale delle Ricerche è strutturata attualmente in sette Dipartimenti, con funzioni essenzialmente di programmazione, ai quali afferiscono gli Istituti; è in questi ultimi che si svolgono le attività di ricerca vere e proprie.

### I dipartimenti
- Scienze biomediche (DSB)
- Scienze fisiche e tecnologie della materia (DSFTM)
- Scienze del sistema terra e tecnologie per l'ambiente (DSSTTA)
- Scienze chimiche e tecnologie dei materiali (DSCTM)
- Ingegneria, ICT e tecnologie per l'energia e i trasporti (DIITET)
- Scienze bio-agroalimentari (DISBA)
- Scienze umane e sociali, patrimonio culturale (DSU)

### Gli istituti
Gli istituti del CNR sono ottantotto, di seguito elencati in ordine alfabetico secondo la sigla con la quale sono conosciuti.
- Istituto per le applicazioni del calcolo "Mauro Picone" (IAC)
- Istituto per lo studio degli impatti antropici e sostenibilità in ambiente marino " (IAS)
- Istituto di analisi dei sistemi ed informatica "Antonio Ruberti" (IASI)
- Istituto di biostrutture e bioimmagini (IBB)
- Istituto di biologia e biotecnologia agraria (IBBA)
- Istituto di biochimica e biologia cellulare (IBBC)
- Istituto di bioscienze e biorisorse (IBBR)
- Istituto per la bioeconomia (IBE)
- Istituto di biomembrane, bioenergetica e biotecnologie molecolari (IBIOM)
- Istituto di biofisica (IBF)
- Istituto di bioimmagini e fisiologia molecolare (IBFM)
- Istituto di biologia e patologia molecolari (IBPM)
- Istituto di cristallografia (IC)
- Istituto di calcolo e reti ad alte prestazioni (ICAR)
- Istituto di chimica biomolecolare (ICB)
- Istituto di chimica dei composti organo metallici (ICCOM)
- Istituto di chimica della materia condensata e di tecnologie per l'energia (ICMATE)
- Istituto di elettronica e di ingegneria dell'informazione e delle telecomunicazioni (IEIIT)
- Istituto per l'endocrinologia e l'oncologia "Gaetano Salvatore" (IEOS)
- Istituto di fisica applicata "Nello Carrara" (IFAC)
- Istituto di fisiologia clinica (IFC)
- Istituto di fotonica e nanotecnologie (IFN)
- Istituto di farmacologia traslazionale (IFT)
- Istituto di geologia ambientale e geoingegneria (IGAG)
- Istituto di genetica e biofisica "Adriano Buzzati Traverso" (IGB)
- Istituto di geoscienze e georisorse (IGG)
- Istituto di genetica molecolare "Luigi Luca Cavalli Sforza" (IGM)
- Istituto di informatica giuridica e sistemi giudiziari (IGSG)
- Istituto sull'inquinamento atmosferico (IIA)
- Istituto di informatica e telematica (IIT)
- Istituto di linguistica computazionale "Antonio Zampolli" (ILC)
- Istituto per il lessico intellettuale europeo e storia delle idee (ILIESI)
- Istituto di metodologie per l'analisi ambientale (IMAA)
- Istituto di matematica applicata e tecnologie informatiche "Enrico Magenes" (IMATI)
- Istituto dei materiali per l'elettronica ed il magnetismo (IMEM)
- Istituto per la microelettronica e microsistemi (IMM)
- Istituto di neuroscienze (IN)
- Istituto di ingegneria del mare (INM)
- Istituto nazionale di ottica (INO)
- Istituto officina dei materiali (IOM)
- Istituto per i polimeri, compositi e biomateriali (IPCB)
- Istituto per i processi chimico-fisici (IPCF)
- Istituto per la Protezione Sostenibile delle Piante (IPSP)
- Istituto per le risorse biologiche e le biotecnologie marine (IRBIM)
- Istituto di ricerca sulla crescita economica sostenibile (IRCrES)
- Istituto per il rilevamento elettromagnetico dell'ambiente (IREA)
- Istituto di ricerca sugli ecosistemi terrestri (IRET)
- Istituto di ricerca genetica e biomedica (IRGB)
- Istituto di ricerca su innovazione e servizi per lo sviluppo (IRISS)
- Istituto di ricerca per la protezione idrogeologica (IRPI)
- Istituto di ricerca sulla popolazione e le politiche sociali (IRPPS)[12]
- Istituto di ricerca sulle acque (IRSA)
- Istituto di scienza dell'alimentazione (ISA)
- Istituto di scienze dell'atmosfera e del clima (ISAC)
- Istituto per i sistemi agricoli e forestali del mediterraneo (ISAFoM)[13]
- Istituto di scienze polari (ISP)
- Istituto per la scienza e la tecnologia dei plasmi (ISTP)
- Istituto per i sistemi biologici (ISB)
- Istituto dei sistemi complessi (ISC)
- Istituto di storia dell'Europa mediterranea (ISEM)
- Istituto di studi giuridici internazionali (ISGI)
- Istituto di struttura della materia (ISM)
- Istituto di scienze marine (ISMAR)
- Istituto di studi sul Mediterraneo (ISMed)
- Istituto per lo studio dei materiali nanostrutturati (ISMN)
- Istituto per la ricerca e l'innovazione biomedica (IRIB)
- Istituto di scienze applicate e sistemi intelligenti "Eduardo Caianiello" (ISASI)
- Istituto per la sintesi organica e la fotoreattività (ISOF)
- Istituto di scienze delle produzioni alimentari (ISPA)
- Istituto per il sistema produzione animale in ambiente Mediterraneo (ISPAAM)
- Istituto di scienze del patrimonio culturale (ISPC)
- Istituto per la storia del pensiero filosofico e scientifico moderno (ISPF)
- Istituto di studi sui sistemi regionali federali e sulle autonomie "Massimo Severo Giannini" (ISSIRFA)
- Istituto di scienza, tecnologia e sostenibilità per lo sviluppo dei materiali ceramici (ISSMC)
- Istituto di scienze e tecnologie della cognizione (ISTC)
- Istituto di scienza e tecnologie dell'informazione "Alessandro Faedo" (ISTI)
- Istituto di tecnologie avanzate per l'energia "Nicola Giordano" (ITAE)
- Istituto di tecnologie biomediche (ITB)
- Istituto per le tecnologie della costruzione (ITC)
- Istituto per le tecnologie didattiche (ITD)
- Istituto per la tecnologia delle membrane (ITM)
- Istituto nanoscienze (NANO)[14]
- Istituto di nanotecnologia (NANOTEC)[15])
- Istituto opera del vocabolario italiano (OVI)
- Istituto di scienze e tecnologie chimiche "Giulio Natta" (SCITEC)
- Istituto superconduttori, materiali innovativi e dispositivi (SPIN)
- Istituto di scienze e tecnologie per l'energia e la mobilità sostenibili (STEMS)
- Istituto di sistemi e tecnologie industriali intelligenti per il manifatturiero avanzato (STIIMA)

#### Istituto di genetica vegetale

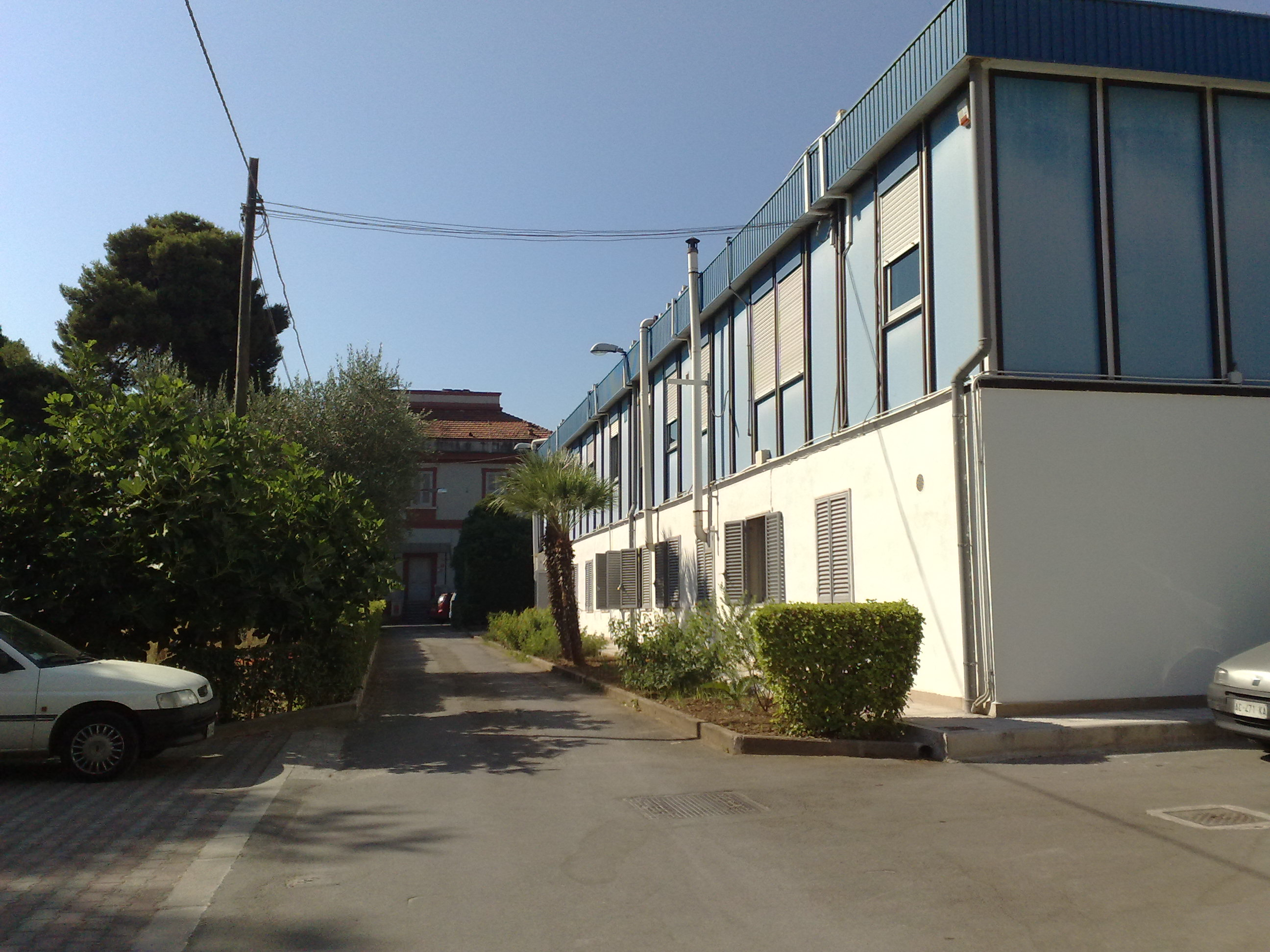
Istituto di Genetica Vegetale, sede di Bari

L'Istituto di genetica vegetale è uno degli istituti parte integrante del Consiglio Nazionale delle Ricerche. Scopo dell'IGV è lo sviluppo delle conoscenze necessarie per affrontare
e risolvere problematiche prioritarie di interesse nazionale nel settore agrario in funzione
della domanda dell'industria alimentare, farmaceutica e chimica utilizzando tecnologie avanzate.

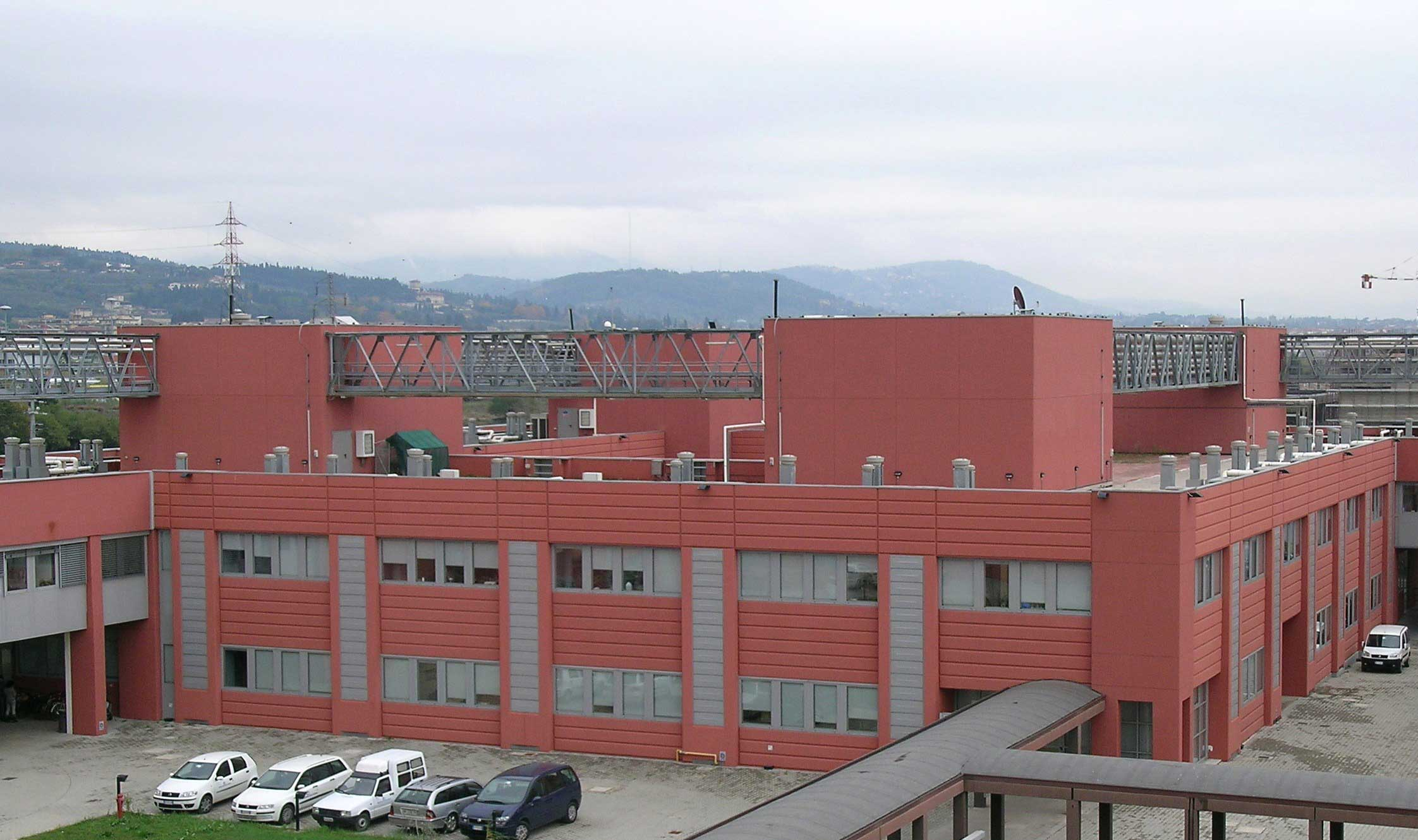
Istituto di Genetica Vegetale, sede di Firenze

Attualmente i preesistenti istituti formano altrettante sezioni territoriali in Campania, Toscana, Umbria e Sicilia. Per dare maggiore visibilità ed autonomia all'attività più specificamente condotta a Bari, è stata creata la Sezione Tematica "Reperimento, gestione e valorizzazione delle risorse genetiche vegetali".
La sede di Bari, ed in particolare la Sezione Tematica "Reperimento, gestione e valorizzazione delle risorse genetiche vegetali", ha la responsabilità scientifica e gestionale dell'unica banca del germoplasma vegetale erbaceo presente in Italia, con compiti esclusivi legati alla raccolta, distribuzione e valutazione di materiale delle più importanti specie vegetali del mediterraneo.

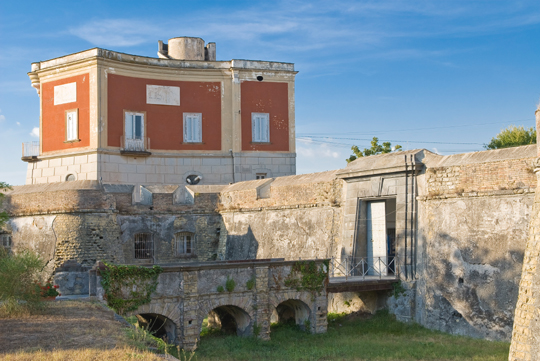
Istituto di Genetica Vegetale, sede di Portici

L'attività dell'istituto si articola in sei direttrici principali:
- Linea 1: Reperimento, caratterizzazione e valorizzazione delle risorse genetiche;
- Linea 2: Processi che controllano la crescita, lo sviluppo e la produttività;
- Linea 3: Interazione della Pianta con l'ambiente fisico e biologico;
- Linea 4: Analisi dei genomi;
- Linea 5: Qualità prodotti;
- Linea 6: Nuovi prodotti agricoli per l'industria alimentare, farmaceutica e chimica.

##### Attività di ricerca realizzate
Di seguito un elenco delle attività di ricerca già portate a termine:
- Genomica e Proteomica per il miglioramento della produttività e della qualità delle piante;
- Interventi biotecnologici finalizzati all'utilizzazione delle piante per l'ottenimento di nuovi prodotti per la salute, l'alimentazione e l'industria;
- Caratterizzazione e valorizzazione delle risorse genetiche vegetali con tecniche innovative;
- Banca del DNA vegetale: C.A.P.R.I.( Center for Advanced Plant Resources Implements), Conservazione della Biodiversità d'interesse agro-alimentare;
- Nuovi strumenti bio-molecolari per la comprensione dei sistemi riproduttivi delle piante;
- Evoluzione ed adattamento dei complessi genici in sistemi vegetali;
- Metabolismo della cellula vegetale: adattamento a segnali esogeni ed endogeni;
- Funzionalità e caratterizzazione genetica di ecosistemi forestali.

##### Banche dati on line
L'istituto è responsabile della gestione delle seguenti banche dati on line:
- Banca dati Graminaceae;
- Banca dati Hordeum;
- Banca dati Leguminosae;
- Banca dati Miscellaneae;
- Banca dati Ortense;
- Banca dati Triticum;
- Banca dati Lathyrus (caratterizzazione).

#### Istituto di Informatica e Telematica
L'Istituto di informatica e telematica (IIT) è un istituto di ricerca italiano, facente parte del Consiglio Nazionale delle Ricerche e avente sede presso l'area della ricerca di Pisa. Ha inoltre una sede secondaria dislocata presso il campus dell’Università della Calabria a Rende (CS). Direttore dell'Istituto dal 2019 è il dottor Marco Conti.
Lo IIT-CNR svolge attività di ricerca, valorizzazione, trasferimento tecnologico e formazione nel settore delle tecnologie dell'informazione e della comunicazione (ICT) e delle scienze computazionali. L'Istituto fa parte del Dipartimento di Ingegneria, ICT e tecnologie per l'energia (DIITET) del CNR.
Tra i molti ambiti di ricerca dell'Istituto ci sono la cybersecurity, lo studio delle reti mobili e pervasive, la social network analysis, la smart mobility, la bioinformatica, l'e-health, la big data analysis, l’algoritmica applicata a Internet, le tecnologie per l'industria 4.0, l’intelligenza artificiale e il quantum computing.
Lo IIT gestisce fin dalle origini il servizio di registrazione dei domini Internet a targa .it (Registro .it). Con oltre 3.400.000 domini registrati al 2022 il registro .it è il quinto country code d'Europa e il settimo del mondo.
L'Istituto vanta numerose collaborazioni nazionali ed internazionali, con istituzioni, strutture accademiche e aziende, tra cui:
- Presidenza del Consiglio dei Ministri
- Ministero dell’Interno
- Stato Maggiore della Difesa
- Polizia di Stato
- Regione Toscana
- Regione Piemonte
- AgID
- Università di Pisa
- Università di Firenze
- Università di Siena
- Università di Catania
- Università di Trento
- Università di Milano
- Scuola Normale Superiore
- Scuola Superiore Sant’Anna
- Scuola IMT Alti Studi Lucca
- CINI – Consorzio Interuniversitario Nazionale per l’Informatica
- CNIT – Consorzio Nazionale Interuniversitario per le Telecomunicazioni
- ERCIM – the European Research Consortium for Informatics and Mathematics
- ECSO – European Cyber Security Organization
- INAF – Istituto Nazionale di Astrofisica
- Consortium GARR
- Massachusetts Institute of Technology (MIT Senseable City Lab e JTL Transit Mobility Lab)
- Rochester Institute of Technology (USA)
- Missouri University of Science and Technology (USA)
- Sorbonne Université (France)
- University of Oxford (UK)
- University of Cambridge (UK)
- TUM (Germany)
- DFKI (Germany)
- KIA Europe
- FCA – Fiat Chrysler Automobiles
- TIM – Telecom Italia S.p.A.
- Engineering
- Thales
- Innovalia

Lo IIT svolge un'ampia e diversificata attività di formazione nelle tematiche dell'ICT e cura il coordinamento scientifico e l'organizzazione di un Master di I livello in Cybersecurity, di un Master di II livello in Internet Ecosystem, governance e diritti e di un Master di II Livello in Big Data Analytics & Social Mining, tutti in collaborazione con l'Università degli Studi di Pisa.

### Le aree della ricerca
Le aree della ricerca sono aree territoriali che si caratterizzano come poli di aggregazione di Istituti dove alcuni servizi sono gestiti in maniera accentrata. Concepite nel 1979, la fase attuativa partì nella seconda metà degli anni ottanta con la realizzazione delle prime quattro aree di Montelibretti, Milano, Genova e Potenza.
- Area della ricerca di Bari - Via Amendola, Bari
- Area della ricerca di Bologna - Via Gobetti, Bologna
- Area della ricerca di Cosenza - Via Cavour, Rende (Cosenza)
- Area della ricerca di Firenze - Via Madonna del Piano, Sesto Fiorentino (Firenze)
- Area della ricerca di Genova - Via De Marini, Genova
- Area della ricerca di Napoli - Via Pietro Castellino, Napoli
- Area della ricerca di Napoli (Pozzuoli) - Via Campi Flegrei, Pozzuoli (Napoli)
- Area della ricerca di Milano (Bassini) - Via Corti, Milano
- Area della ricerca di Milano (Bicocca) - Via Cozzi, Milano
- Area della ricerca di Milano (Segrate) - Via fratelli Cervi, Segrate (Milano)
- Area della ricerca di Padova - Corso Stati Uniti, Padova
- Area della ricerca di Palermo - Via Ugo La Malfa, Palermo
- Area della ricerca di Pisa - Via Giuseppe Moruzzi, Pisa
- Area della ricerca di Potenza - Via Santa Loja, Tito Scalo (Potenza)
- Area della ricerca di Roma 1 - Montelibretti - Strada della neve, Montelibretti (Roma)
- Area della ricerca di Roma 2 - Tor Vergata - Via Fosso del Cavaliere, Roma
- Area della ricerca di Sassari - Traversa la Crucca, Sassari
- Area della ricerca di Torino - Strada delle Cacce, Torino

## Presidenti
- 1924-1927 Vito Volterra
- 1927-1937 Guglielmo Marconi
- 1937-1941 Pietro Badoglio
- 1941-1943 Giancarlo Vallauri
- 1943-1944 Francesco Giordani
- 1944-1944 Guido Castelnuovo (Commissario)
- 1944-1956 Gustavo Colonnetti
- 1956-1960 Francesco Giordani
- 1960-1965 Giovanni Polvani
- 1965-1972 Vincenzo Caglioti
- 1972-1976 Alessandro Faedo
- 1976-1984 Ernesto Quagliariello
- 1984-1993 Luigi Rossi Bernardi
- 1993-1997 Enrico Garaci
- 1997-2003 Lucio Bianco
- 2003-2004 Adriano De Maio (Commissario)
- 2004-2007 Fabio Pistella
- 2007-2008 Federico Rossi (vicepresidente vicario)
- 2008-2011 Luciano Maiani
- 2011-2012 Francesco Profumo
- 2012-2016 Luigi Nicolais
- 2016-2021 Massimo Inguscio
- 2021-2025 Maria Chiara Carrozza

## Risorse digitali
Dal 2012, la biblioteca del CNR-IRCrES e la funzione IT hanno sviluppato e gestito una serie di repository contenenti testi, immagini, file audio e video. Byterfly è il maggiore di questi archivi digitali. Lanciato nel 2017 con architettura, contenuti e dati completamente open access, ha oltre un milione di file anche archivistici ad alta risoluzione, che sono consultabili e scaricabili liberamente in formato aperto.